# パリスの審判

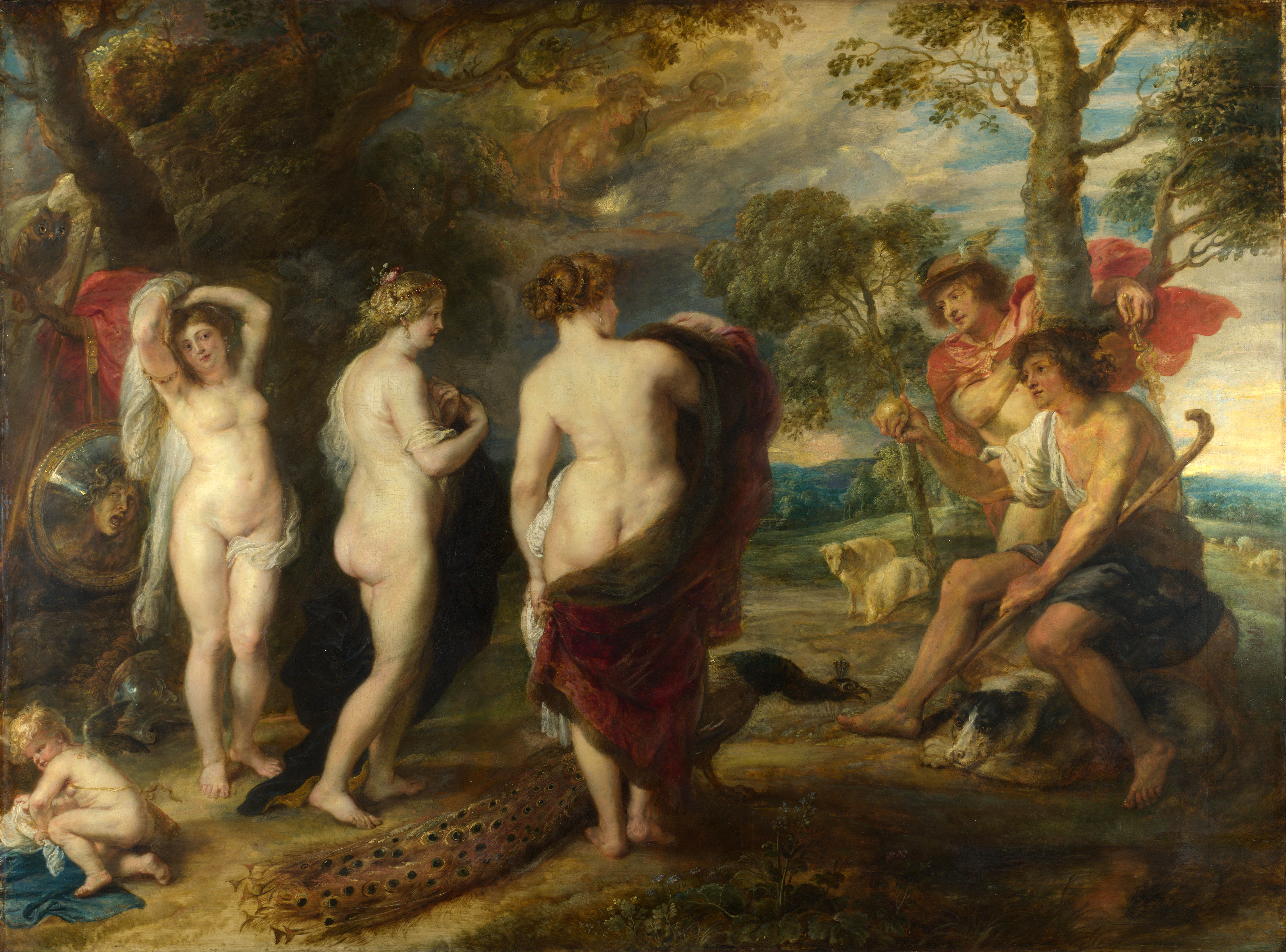
ルーベンスの『パリスの審判』。1636年。ナショナルギャラリー所蔵。パリス（黄金の林檎を持つ男）はアプロディーテー（真ん中の女）を選んだ。

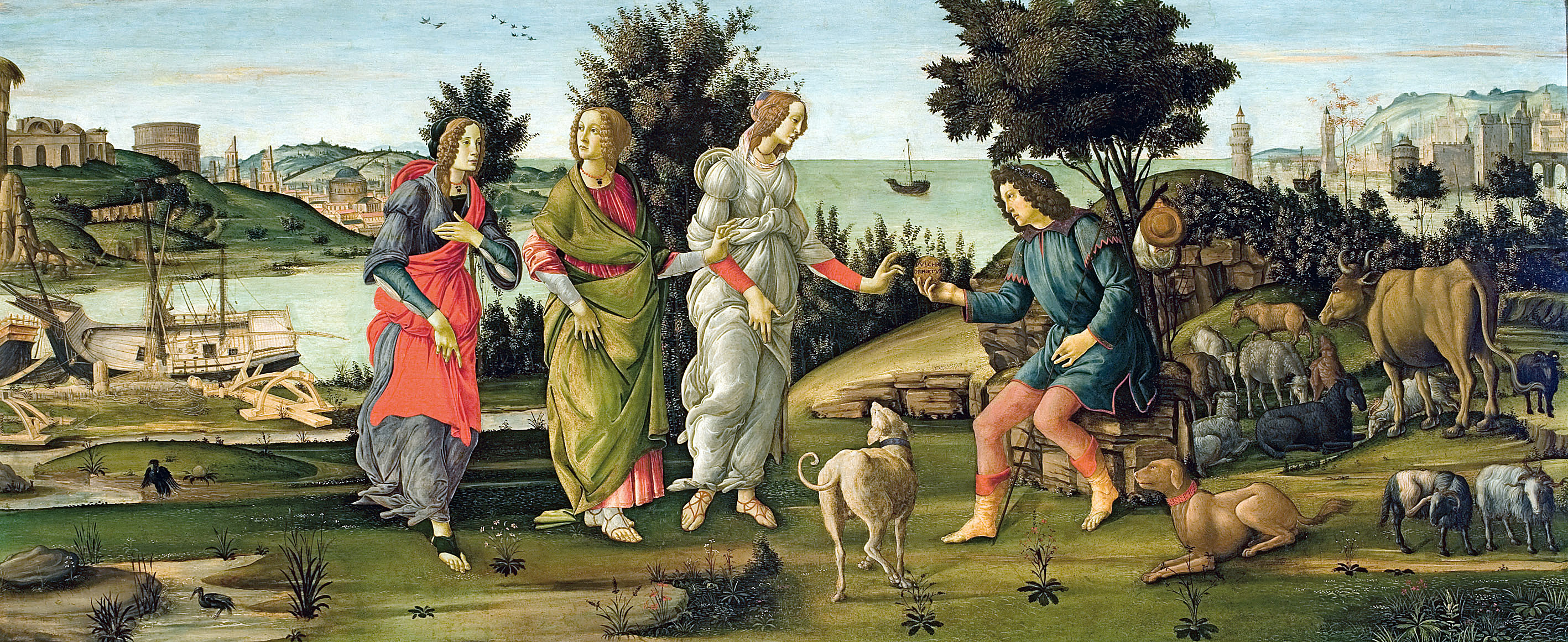
サンドロ・ボッティチェッリと工房『パリスの審判』。1485年から1488年頃。チーニ宮殿美術館所蔵。

パリスの審判（パリスのしんぱん）は、ギリシア神話の一挿話で、トロイア戦争の発端とされる事件である。

## 内容
イリオス（トロイア）王プリアモスの息子パリス（アレクサンドロス）が、神々の女王ヘーラー・知恵の女神アテーナー・愛と美の女神アプロディーテー（ローマ神話においては、ユーノー・ミネルウァ・ウェヌス）という天界での三美神のうちで誰が最も美しいかを判定させられた。
テティスとペーレウスの結婚を祝う宴席には全ての神が招かれたが、不和の女神エリスだけは招かれなかった。(増えすぎた人類を減らすためにゼウスが故意に招かず、エリスに戦争を起こさせようとしたという説もある)エリスは怒り、宴席に「最も美しい女神へ」と書かれた黄金の林檎を投げ入れた。この林檎について、ヘーラー・アテーナー・アプロディーテーが権利を主張した。ゼウスは仲裁するために「イリオス王プリアモスの息子で、現在はイデ山で羊飼いをしているパリス（アレクサンドロス）に判定させる」こととした（パリスの審判）。この時、女神たちは様々な賄賂による約束をしてパリスを買収しようとした。ヘーラーは「アシアの君主の座」、アテーナーは「戦いにおける勝利」を与えることを申し出たが、結局「最も美しい女を与える」としたアプロディーテーが勝ちを得た。「最も美しい女」とはすでにスパルタ王メネラーオスの妻となっていたヘレネーのことで、これがイリオス攻め（トロイア戦争）の原因となった。トロイア戦争の間にパリスを憎むヘーラーとアテーナーとはギリシア側に肩入れした。
なお古い伝承ではパリスがアプロディーテーの加護の下に置かれ、ヘレネーが連れ去られたとするが、後にゼウスの娘であるヘレネーは半神とみなされ、不敬を避けるためパリスが略奪したのは、ヘレネーに似せて作られた雲で出来た像であったとする説ができた。
その他、フランスの比較神話学者ジョルジュ・デュメジルは彼自身の研究による三機能仮説がそれぞれに影響し、ヘーラー「主権」、アテーナー「戦闘」、アプロディーテー「生産」の三つの階級が人間の社会を構成していると考えた。パリスが「生産」の階級を重視しつつ、アプロディーテーを選んで結局はトロイアを滅ぼしたと考えられる。

## 絵画
「パリスの審判」では3人の女神が、美男といわれたパリスの前に並び美を競い合う。この題材は画家の好む主題の1つとなり、様々な画家が『パリスの審判』というタイトルの絵を描いた。

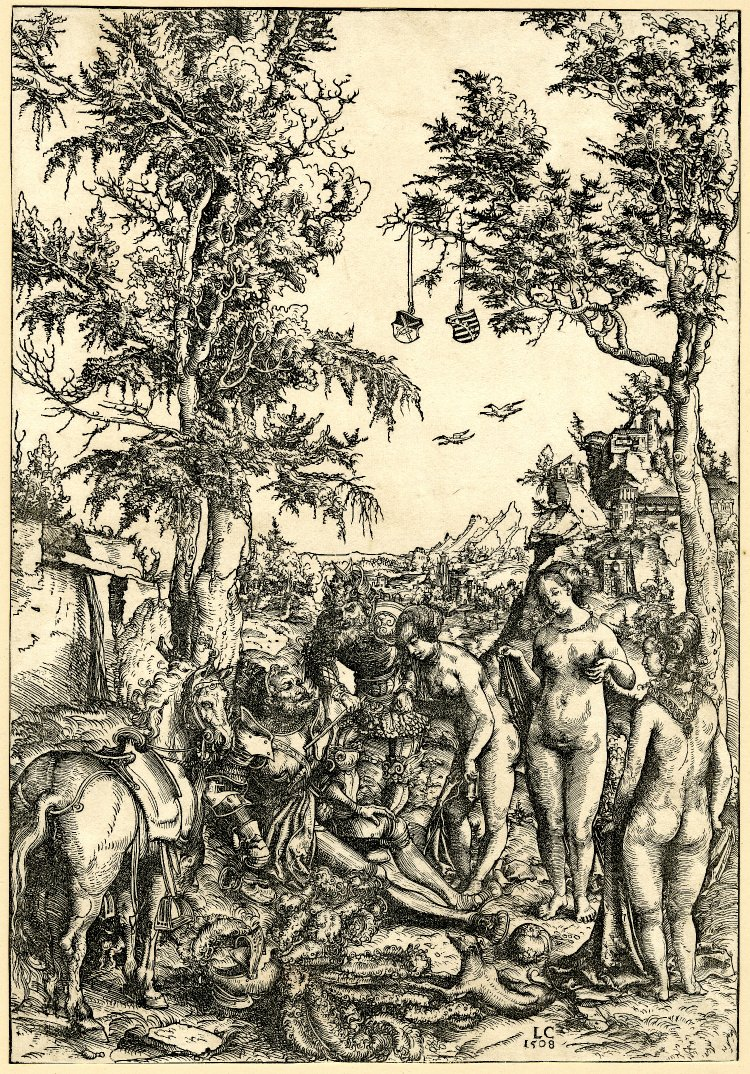
『パリスの審判』 ルーカス・クラナッハ、1508年 大英博物館所蔵
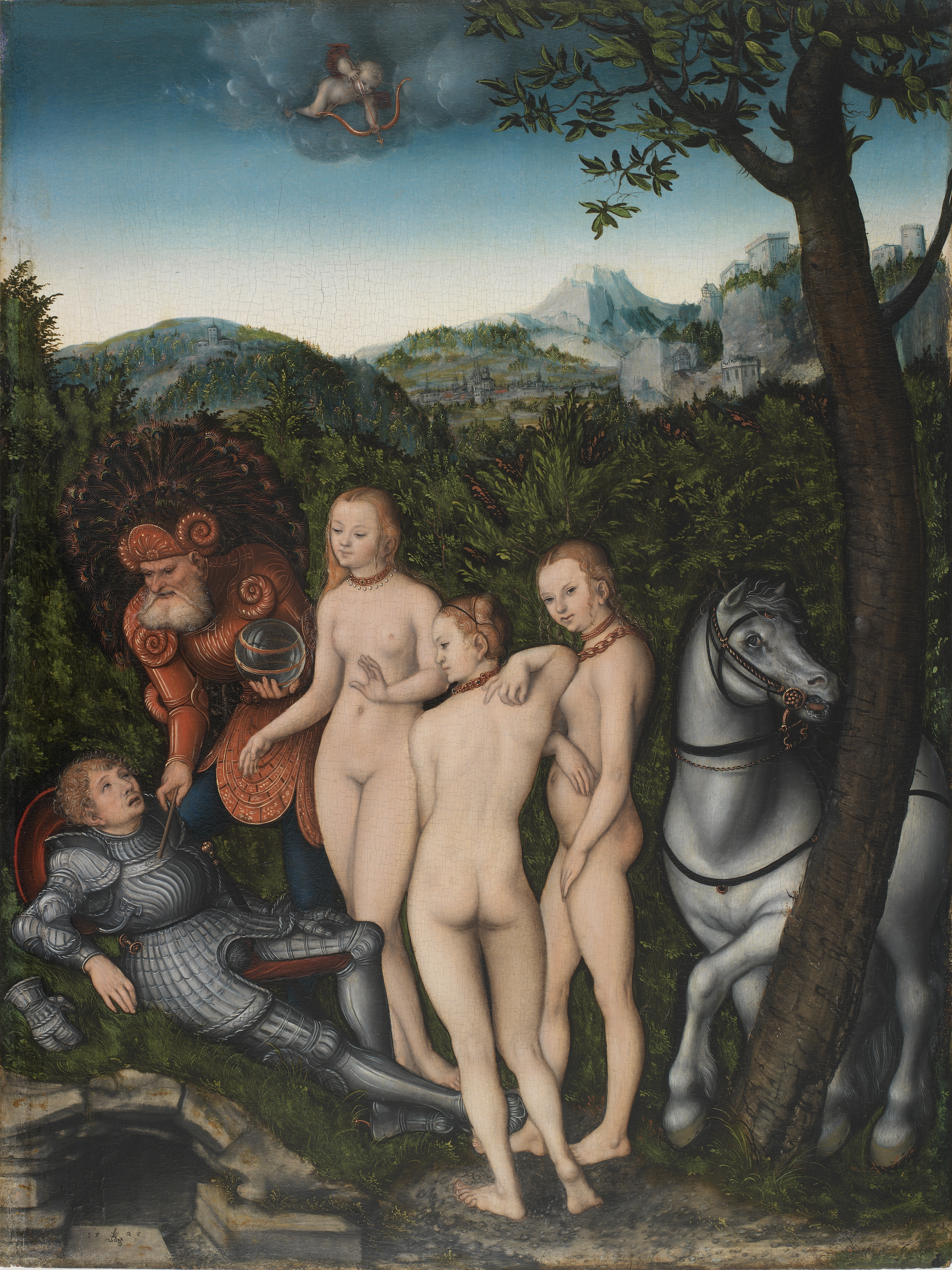
『パリスの審判』 ルーカス・クラナッハ、1527年 コペンハーゲン国立美術館所蔵
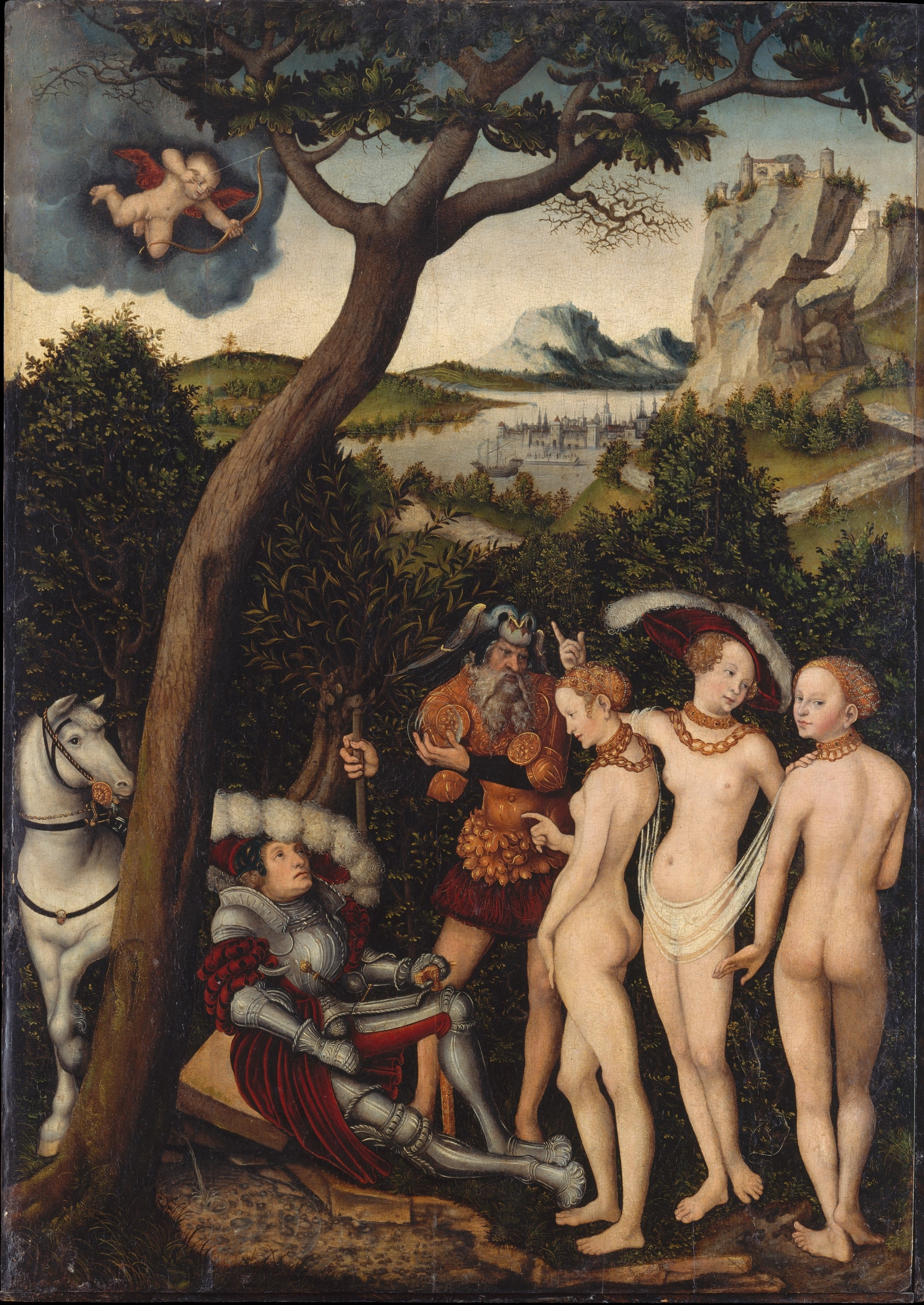
『パリスの審判』 ルーカス・クラナッハ、1528年 メトロポリタン美術館所蔵
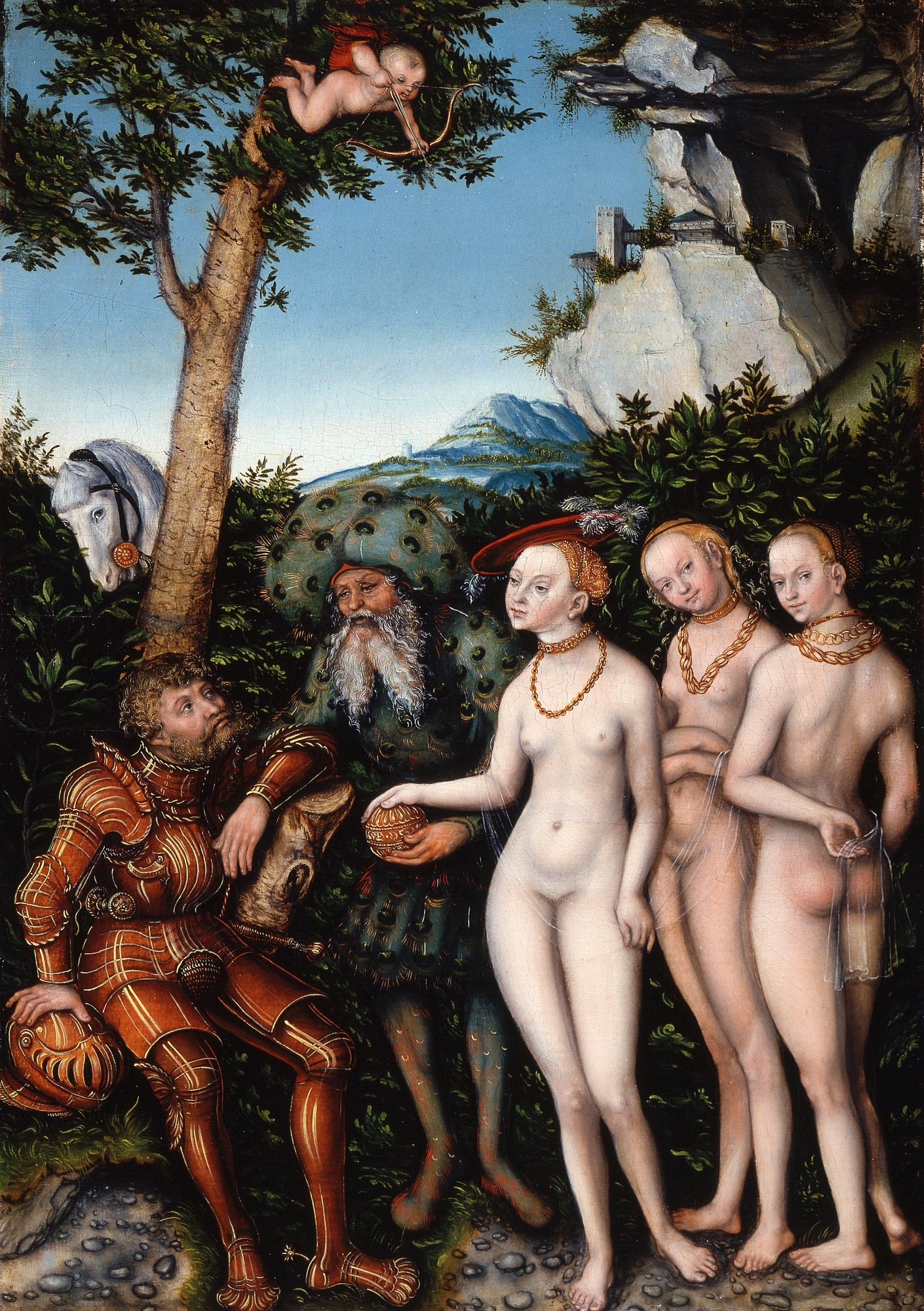
『パリスの審判』 ルーカス・クラナッハ、1530年 セントルイス美術館所蔵
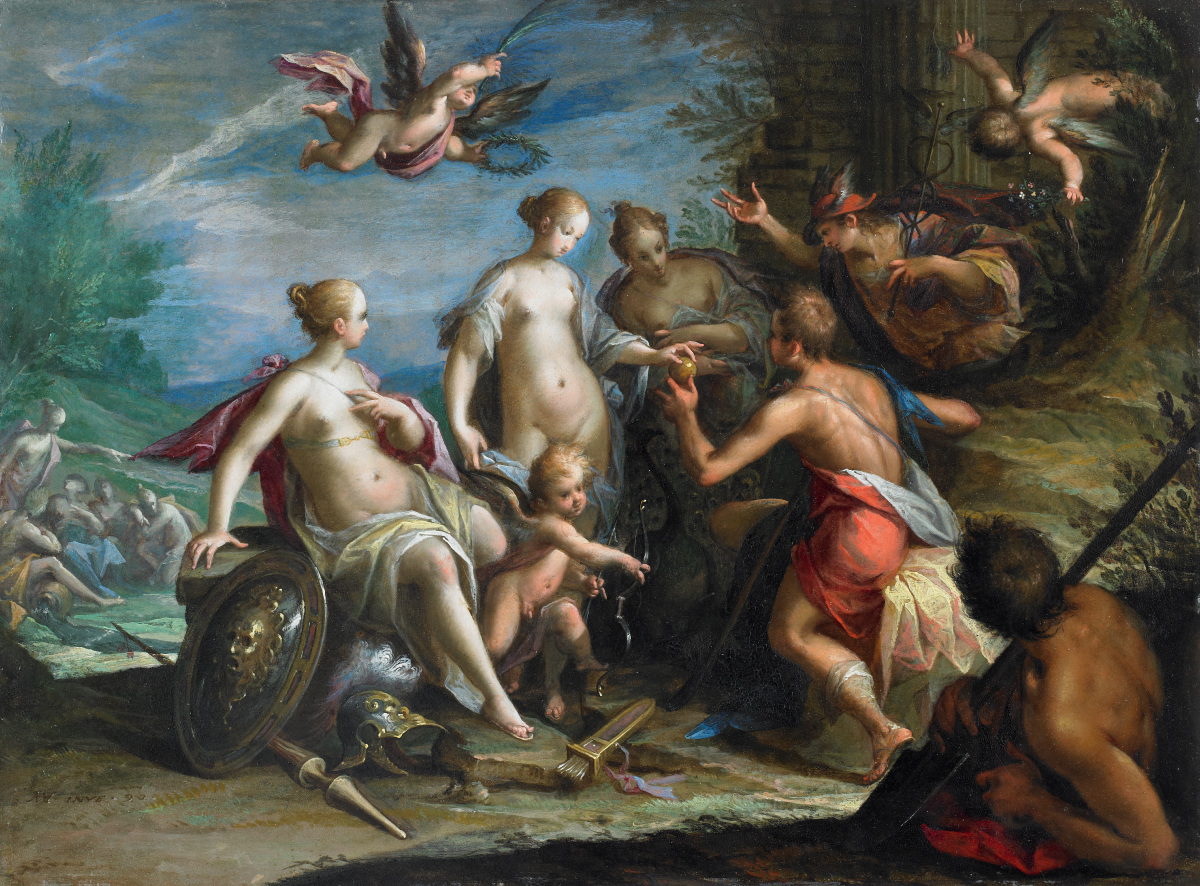
『パリスの審判』 ハンス・フォン・アーヘン、1590年 バーミングハム美術館所蔵
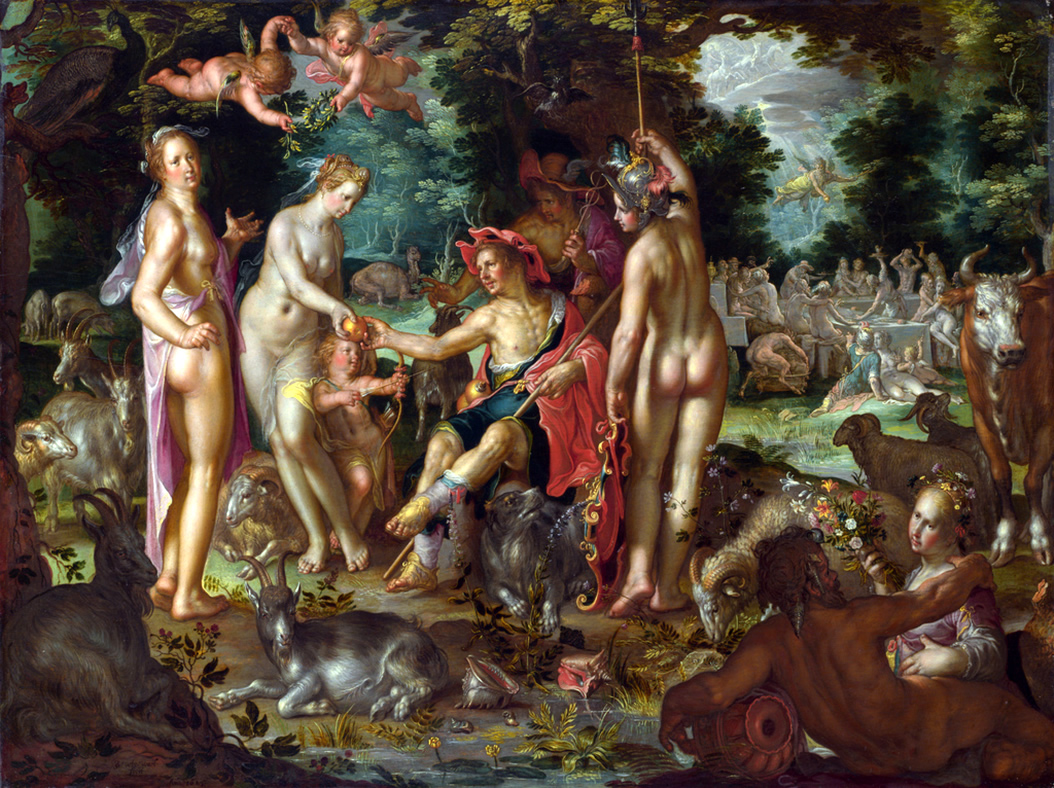
『パリスの審判』 ヨアヒム・ウテワール、1615年 ナショナル・ギャラリー所蔵
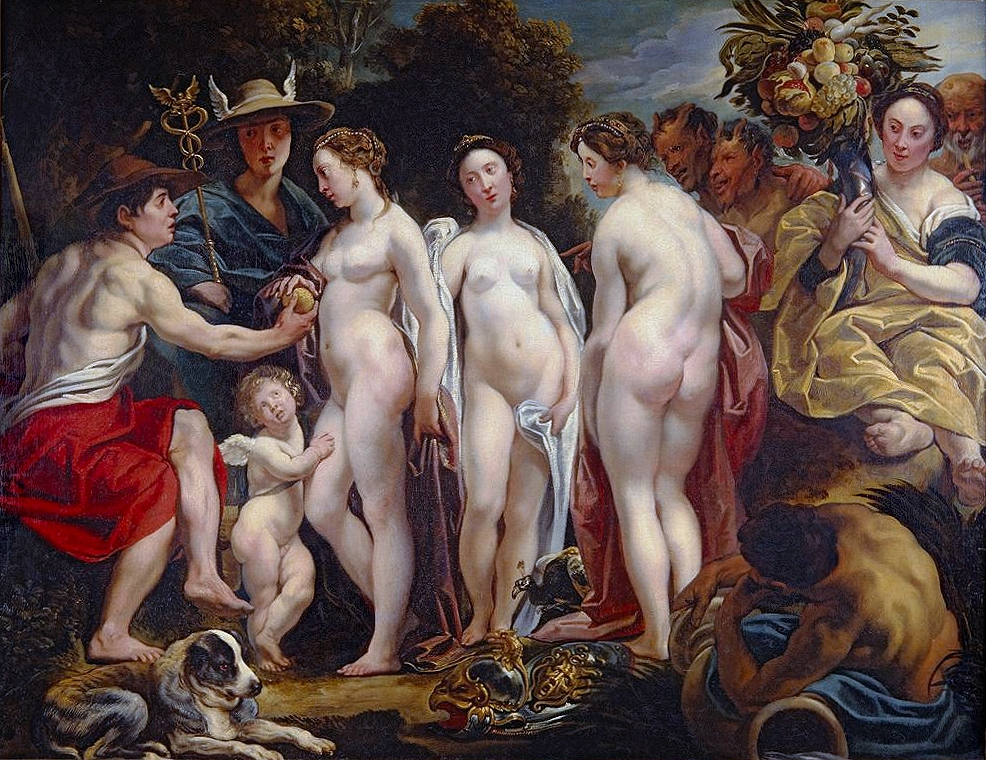
『パリスの審判』 ヤーコブ・ヨルダーンス、1620年-1625年 ロウ美術館（英語版）所蔵
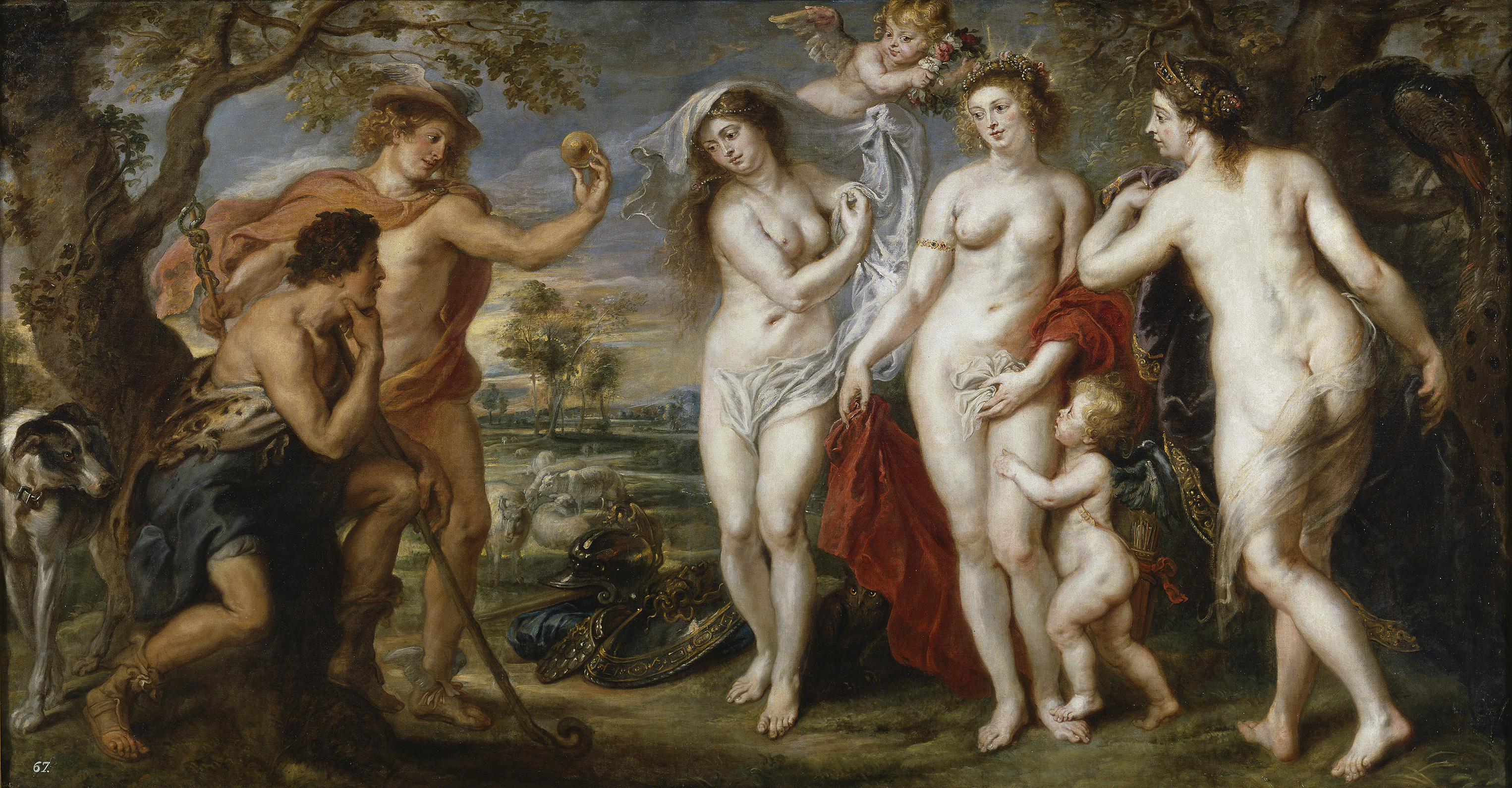
『パリスの審判』 ペーテル・パウル・ルーベンス、1638-1639年頃 プラド美術館所蔵
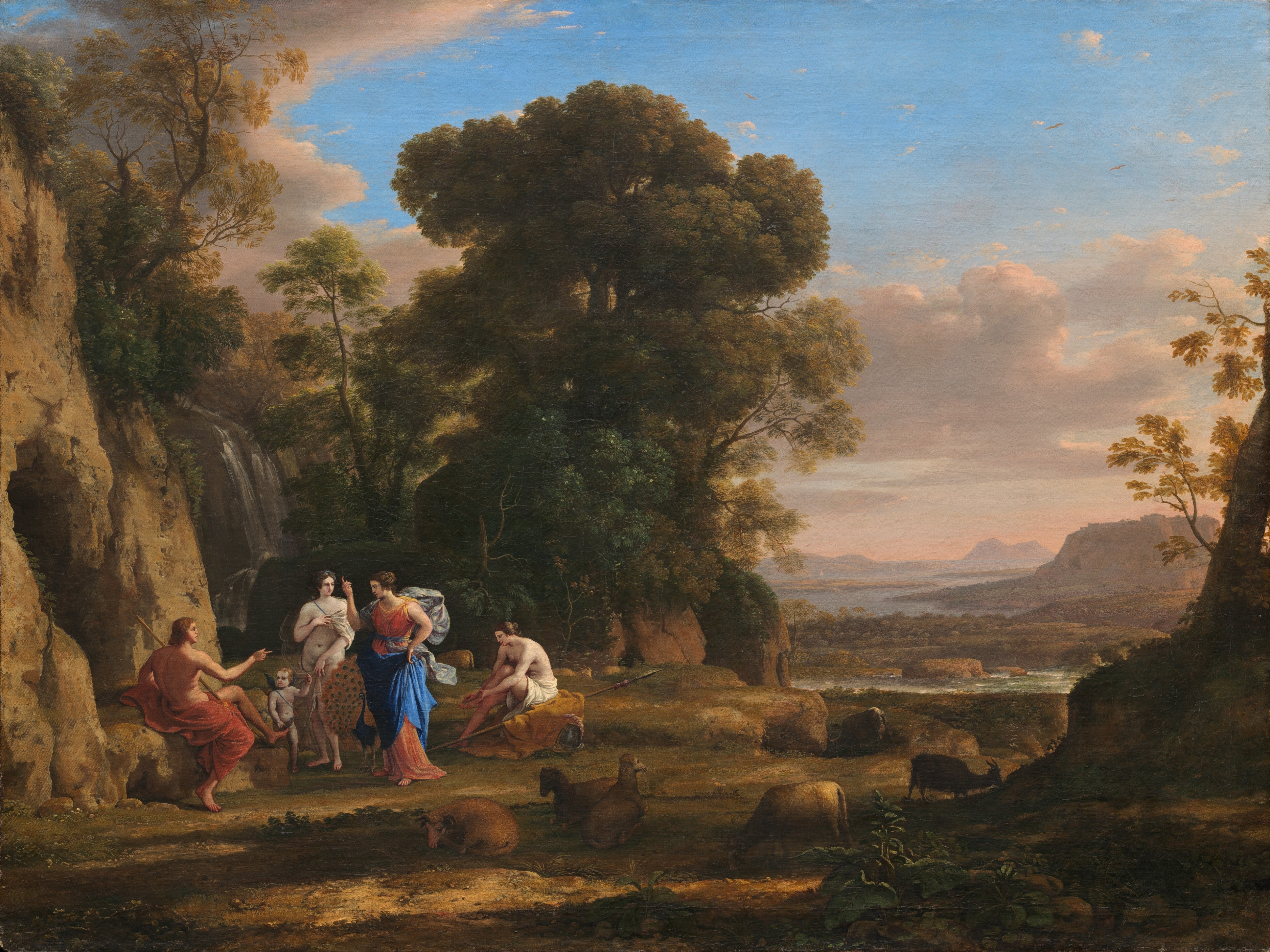
『パリスの審判』 クロード・ロラン、1645-1646年頃 ナショナル・ギャラリー所蔵
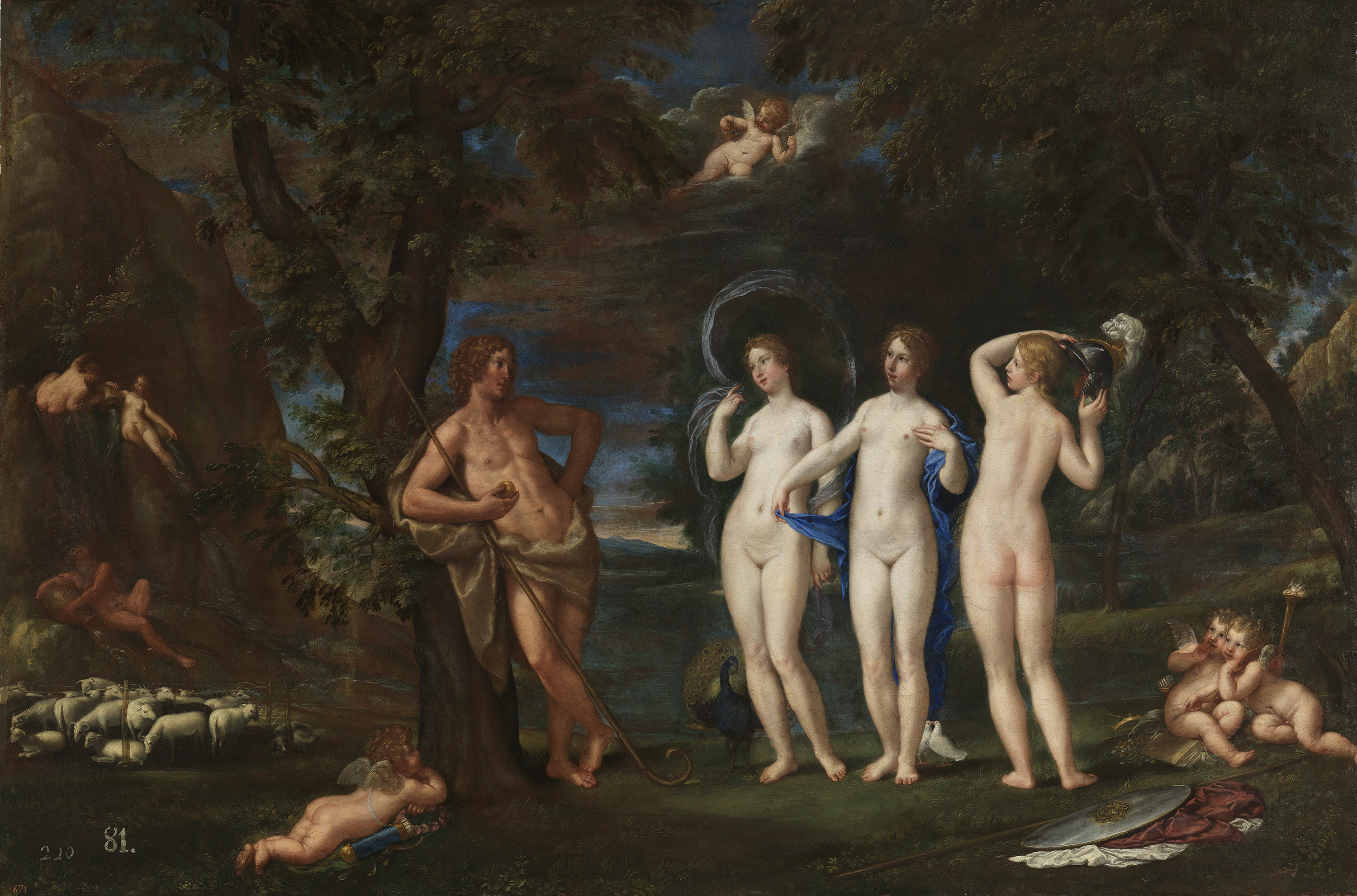
『パリスの審判』 フランチェスコ・アルバーニ、1650年-1660年 プラド美術館所蔵
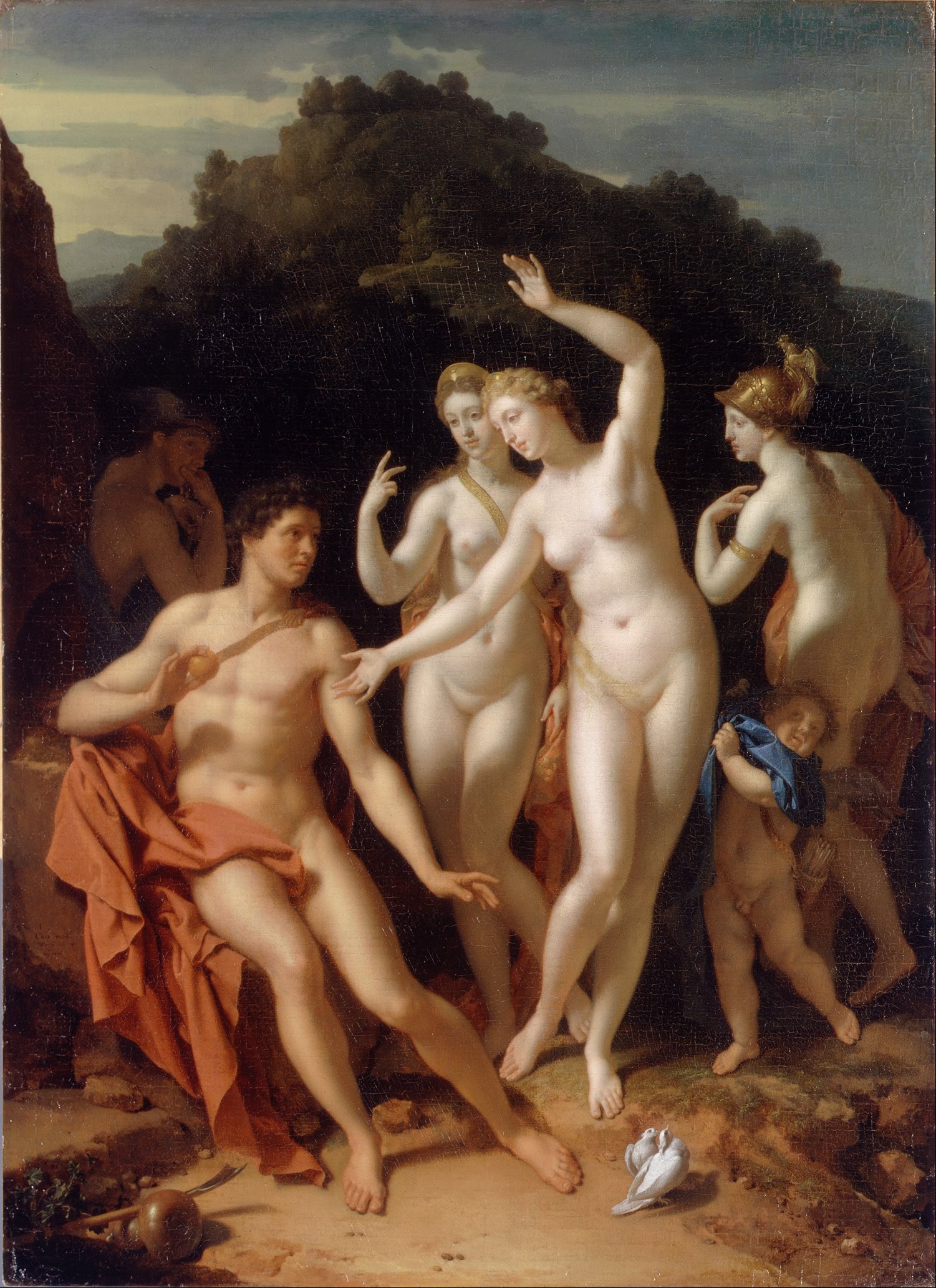
『パリスの審判』 アドリアーン・ファン・デル・ウェルフ、1716年 ダリッジ・ピクチャー・ギャラリー所蔵
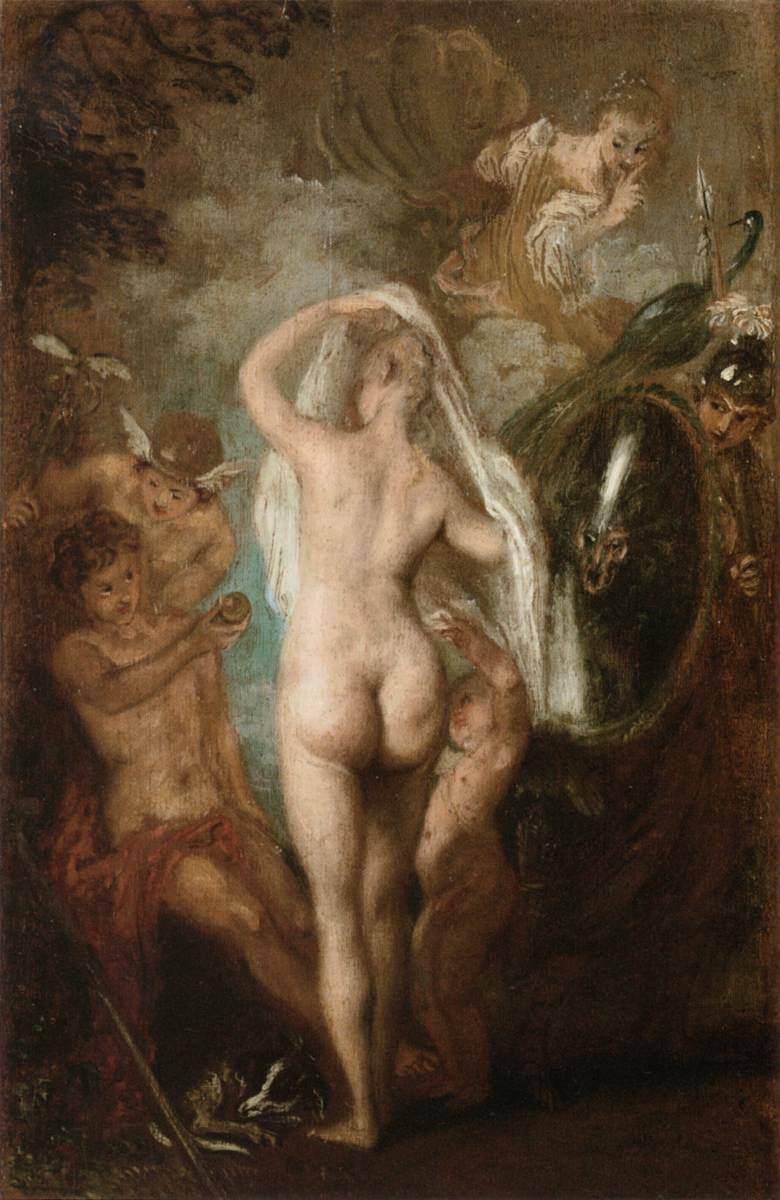
『パリスの審判』 アントワーヌ・ヴァトー、1718年-1721年 ルーヴル美術館所蔵
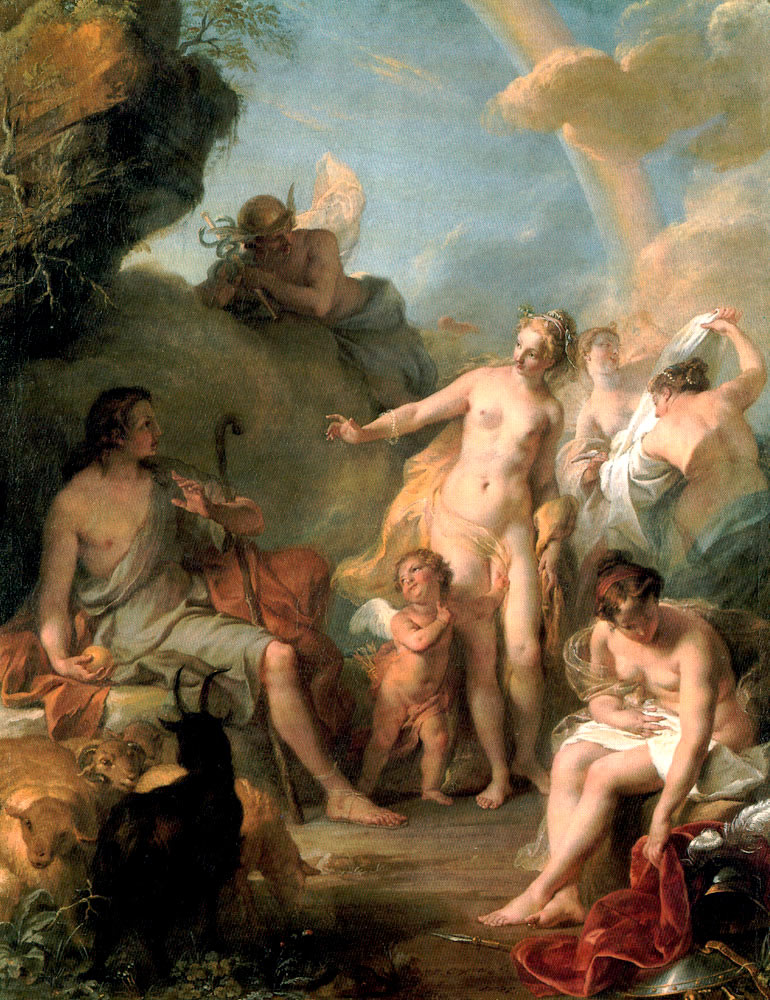
『パリスの審判』 ノエル＝ニコラ・コワペル、1728年 スウェーデン国立美術館所蔵
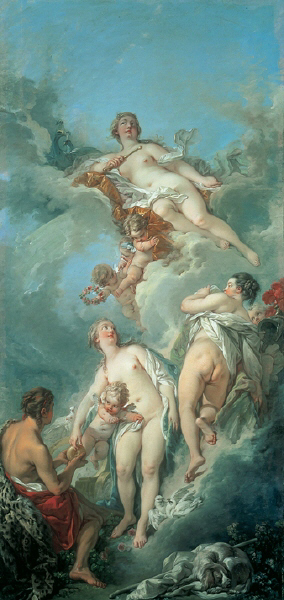
『パリスの審判』 フランソワ・ブーシェ、1754年 ウォレス・コレクション所蔵
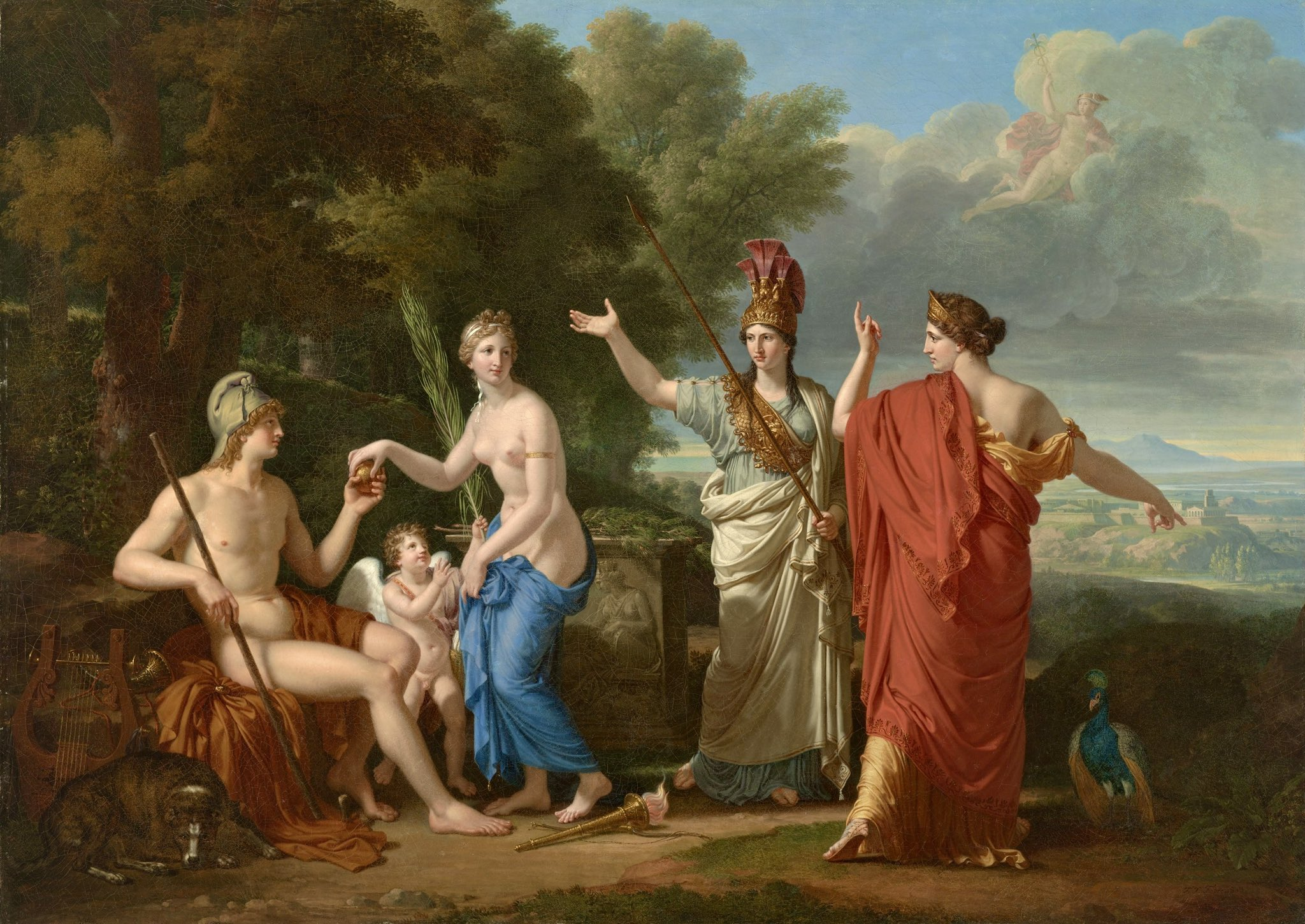
『パリスの審判』 フランソワ＝グザヴィエ・ファーブル、1808年 ヴァージニア美術館（英語版）所蔵
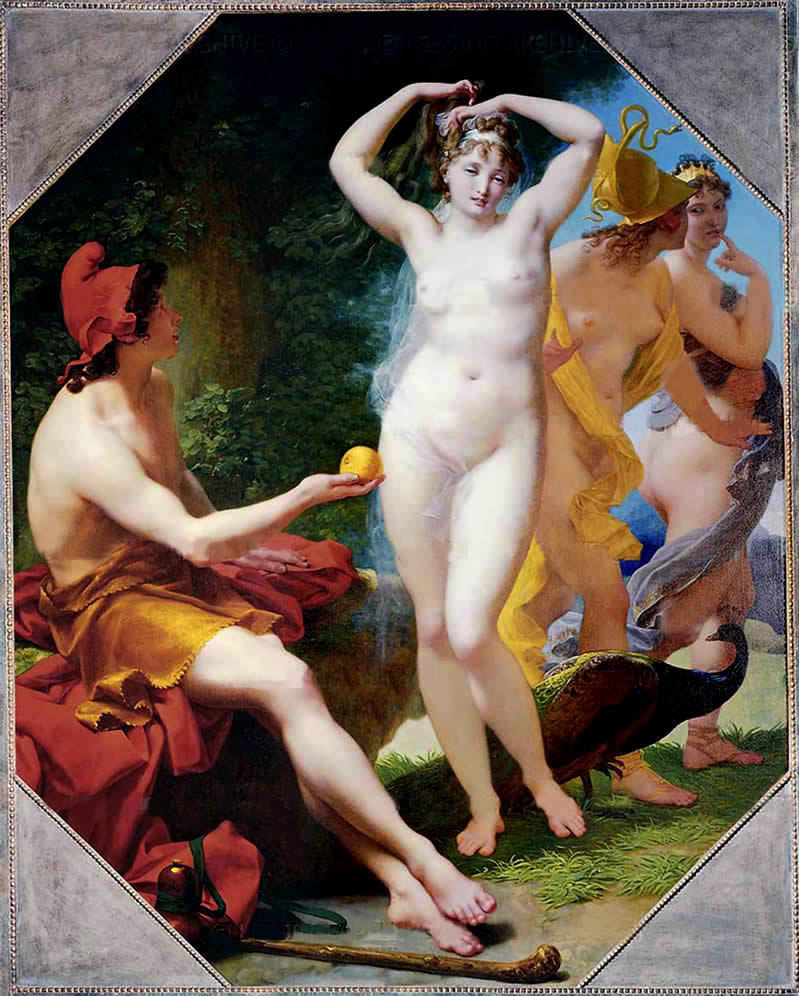
『パリスの審判』 ジャン＝バプティスト・ルニョー、1820年 シュトゥットガルト州立美術館所蔵
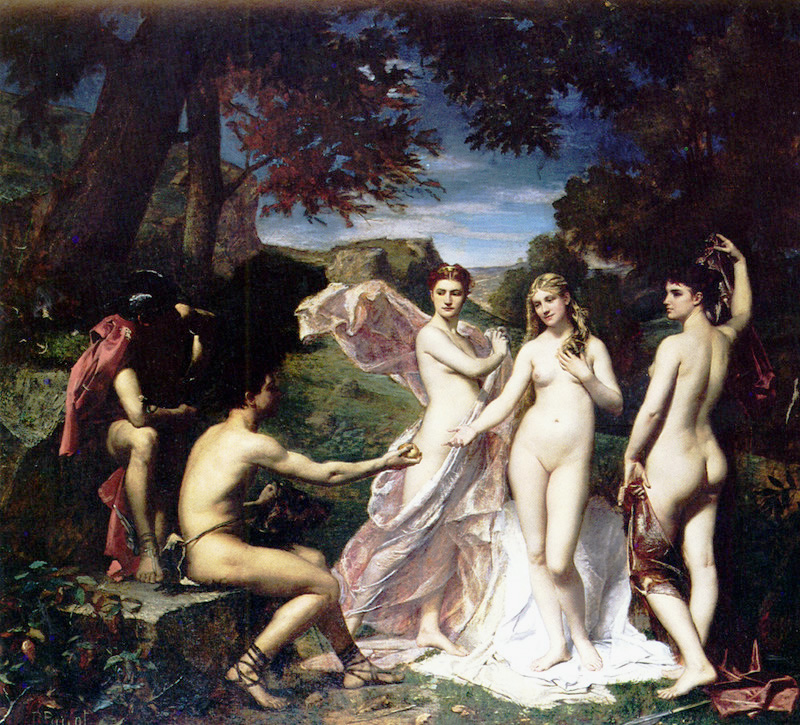
『パリスの審判』 フィリップ・パロット、1875年 個人蔵
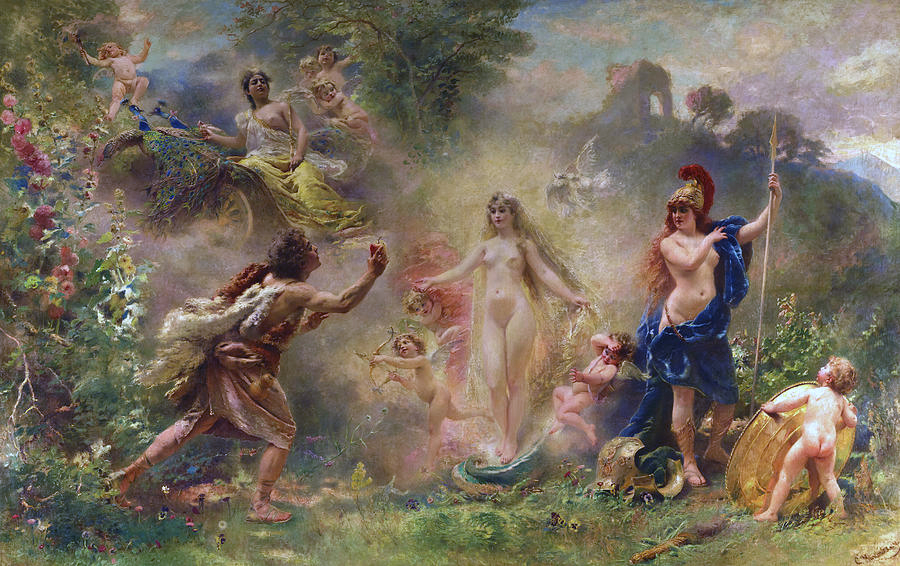
『パリスの審判』 コンスタンチン・マコフスキー、1889年 個人蔵
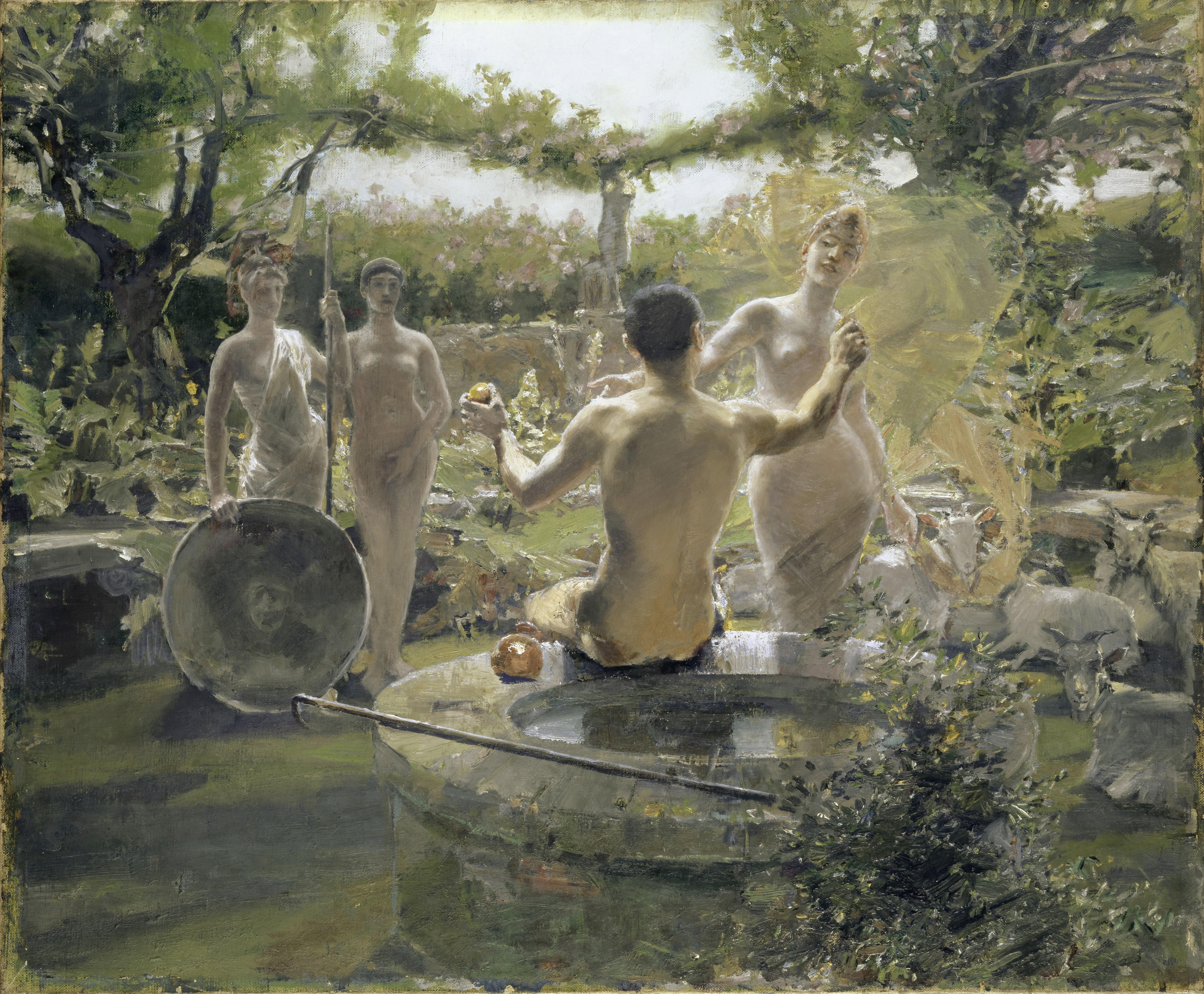
『パリスの審判』 アルベルト・フォン・ケラー、1891年 バーゼル市立美術館所蔵
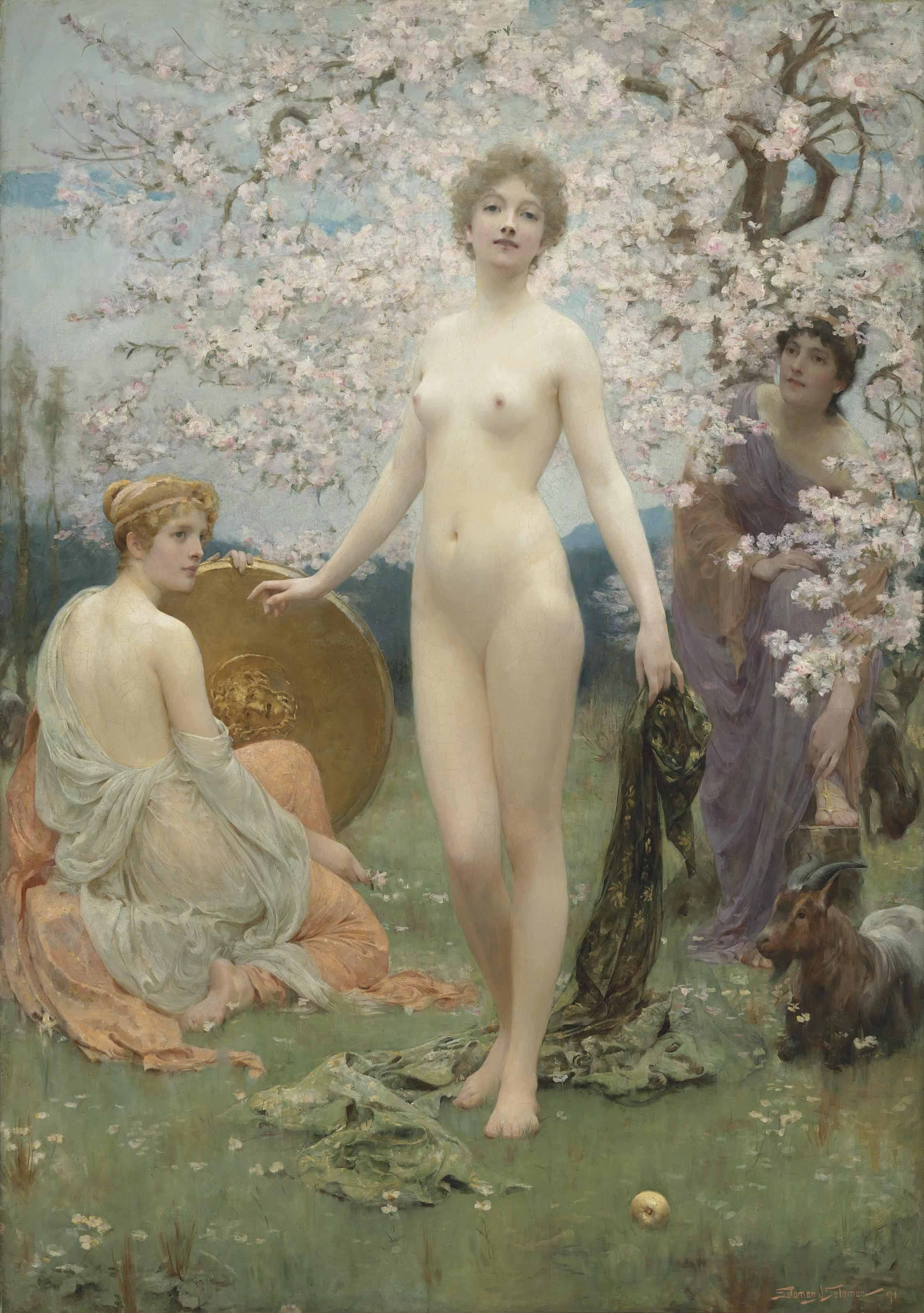
『パリスの審判』 ソロモン・ジョセフ・ソロモン、1891年 個人蔵
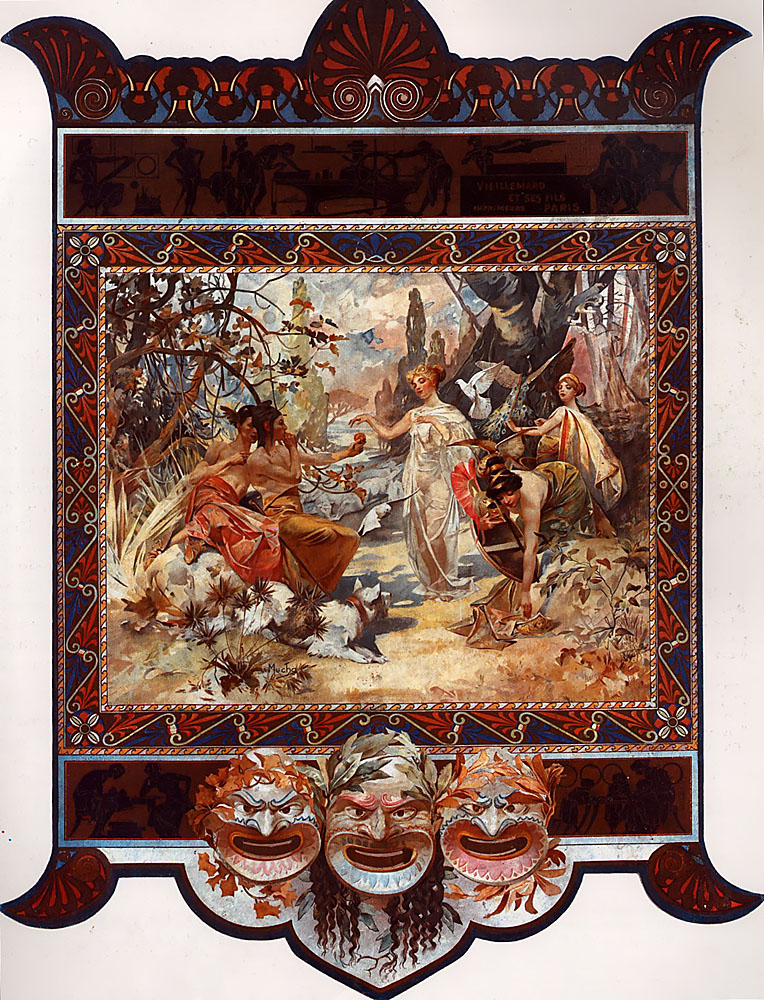
『パリスの審判』 アルフォンス・ミュシャ、1895年 個人蔵
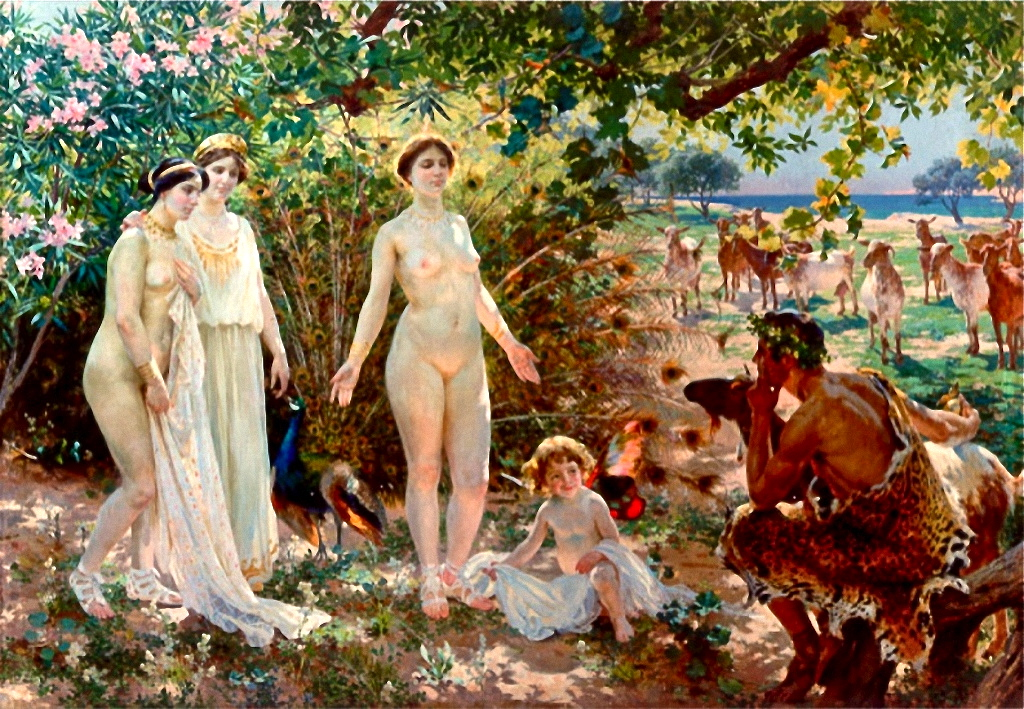
『パリスの審判（英語版）』 エンリケ・シモネ、1904年 マラガ美術館（英語版）所蔵
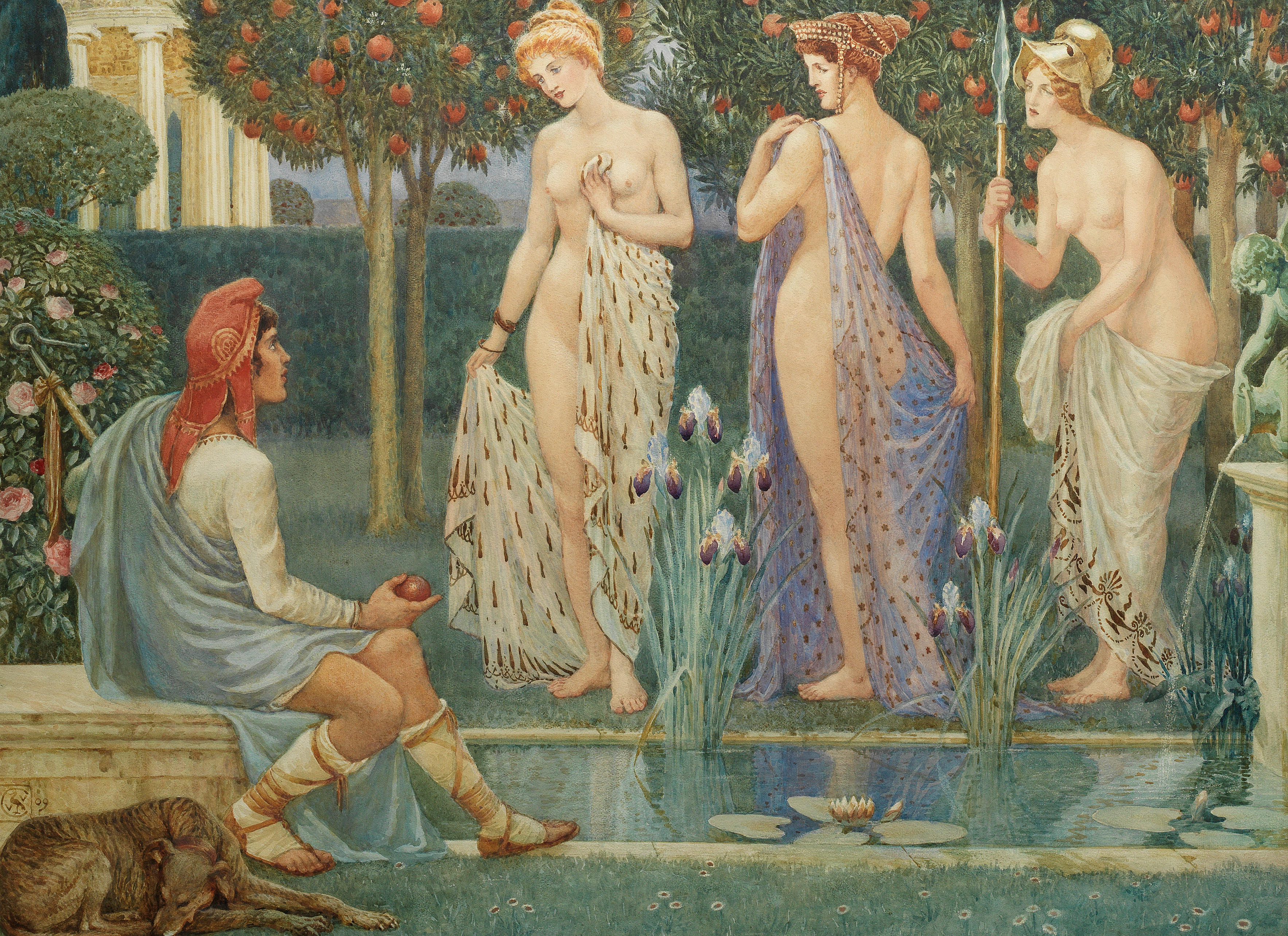
『パリスの審判』 ウォルター・クレイン、1909年 個人蔵
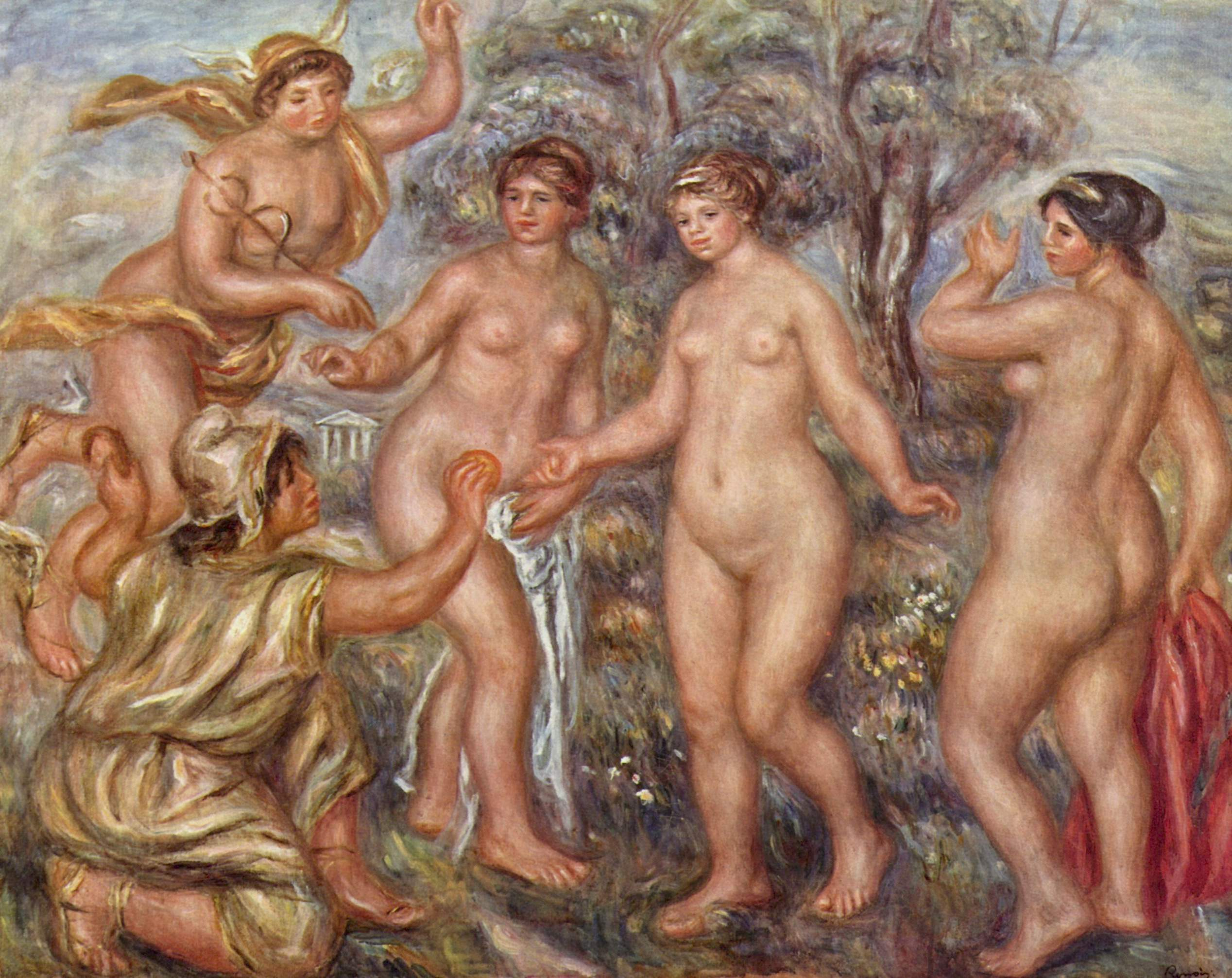
『パリスの審判』 ピエール＝オーギュスト・ルノワール、1913-1914年 ひろしま美術館所蔵
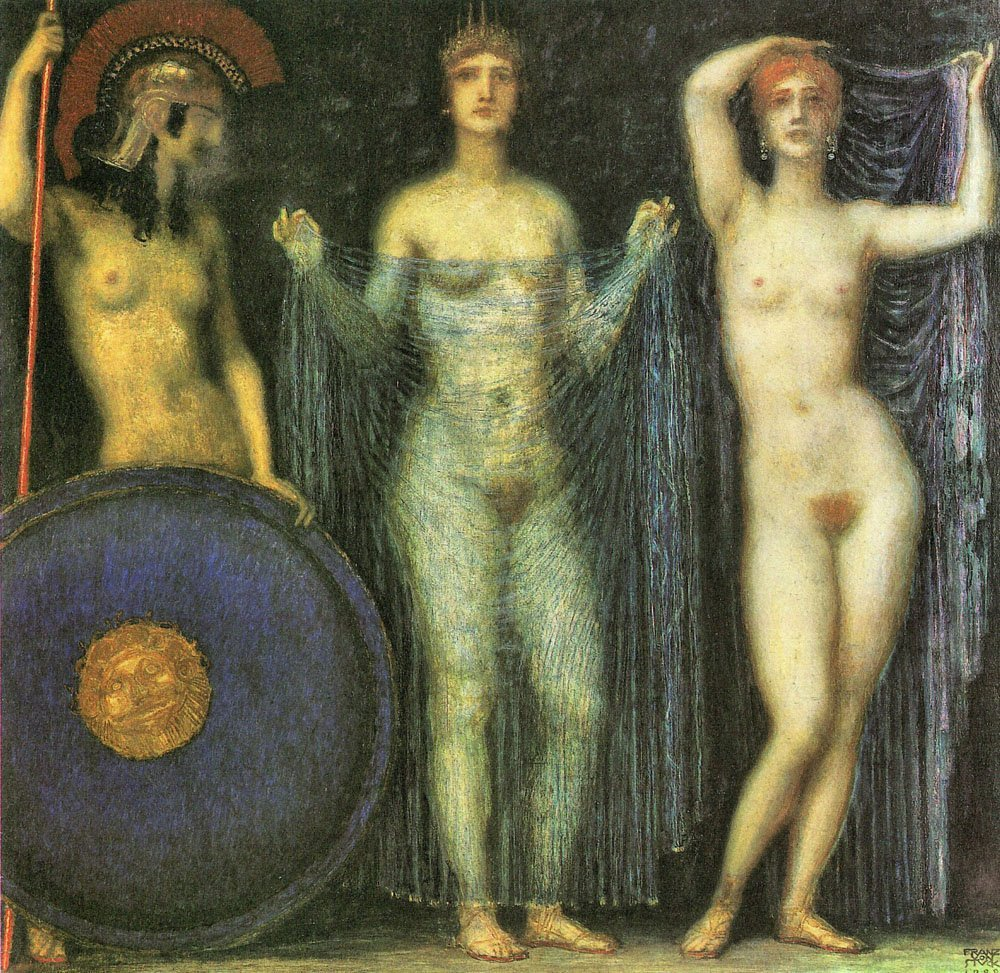
『三女神：アテーナー、ヘーラー、アプロディーテー』 フランツ・フォン・シュトゥック、1923年 個人蔵

### アトリビュート
絵画に描かれた個々の人物が誰であるかはアトリビュートによって区別できる。フクロウを従えていたり、武具を身に着けている、あるいはそばに置いている者がアテーナー、エロース（クピードー）を従えている者がアプロディーテー、孔雀を従えていたり、王冠を頭に戴いている者がヘーラーである。また、男が2人描かれている場合、翼の生えた帽子やケーリュケイオンの杖を身に着けている者がヘルメース（メルクリウス）、黄金の林檎を持つ牧人の服装の者がパリスである。